# Jacques de Lausanne
 (mai 2023).
Jacques de Lausanne, mort en 1321, est le supérieur de l'ordre dominicain du Royaume de France de 1318 jusqu'à sa mort en 1321.

## Biographie
On ne sait rien de la vie de Jacques avant son entrée au couvent dominicain de Lausanne, en Suisse, et son affectation aux études théologiques à Paris en 1303. Jacques a obtenu sa maîtrise en théologie en 1317 et a été élu supérieur de la province dominicaine de France en 1318, poste qu'il a occupé jusqu'à sa mort en 1321.
Au cours de sa courte carrière universitaire, Jacques a écrit des commentaires sur plusieurs livres de l'Ancien et du Nouveau Testament et a produit quelque 1 500 sermons. Son œuvre n'a pas encore été éditée de manière critique, bien que de nombreux manuscrits et plusieurs éditions imprimées de l'époque moderne existent encore. Jacques était un disciple de Pierre La Palud et écrivit sur le péché originel, arguant contre Guillaume Durand de Saint-Pourçain que le péché originel était la privation de la justice originelle.